# Olympiade d'échecs de 2016

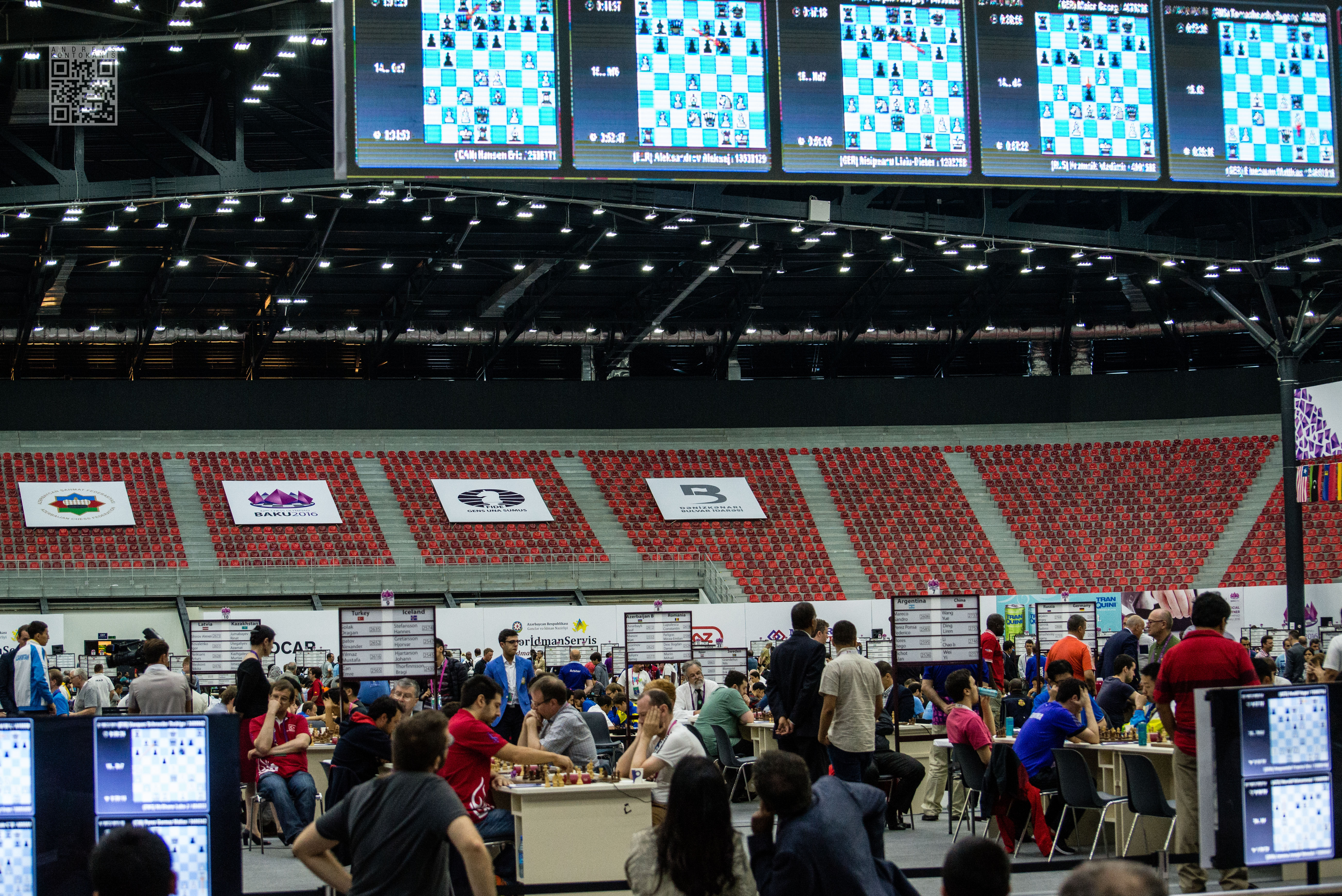
Olympiade de Bakou.

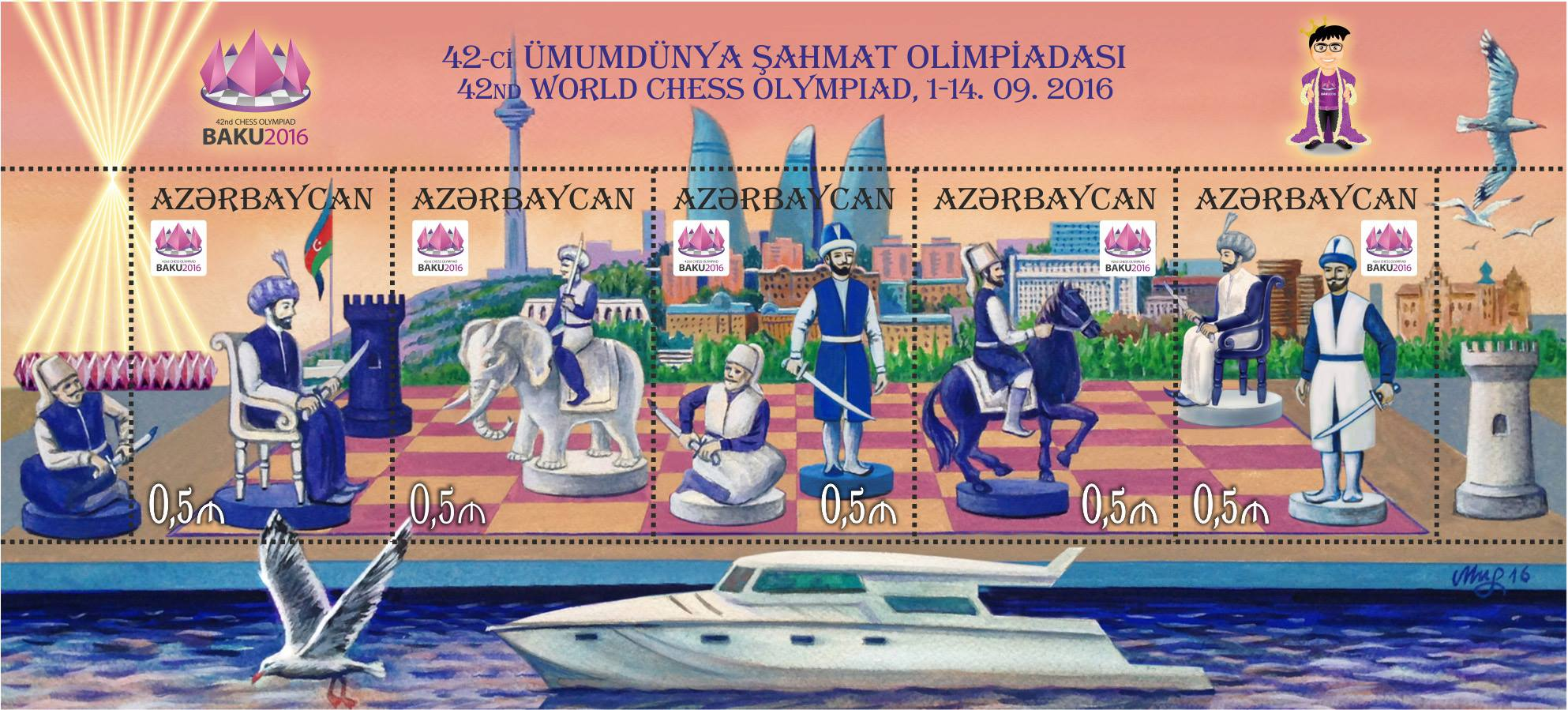
Timbres officiels azerbaïdjanais

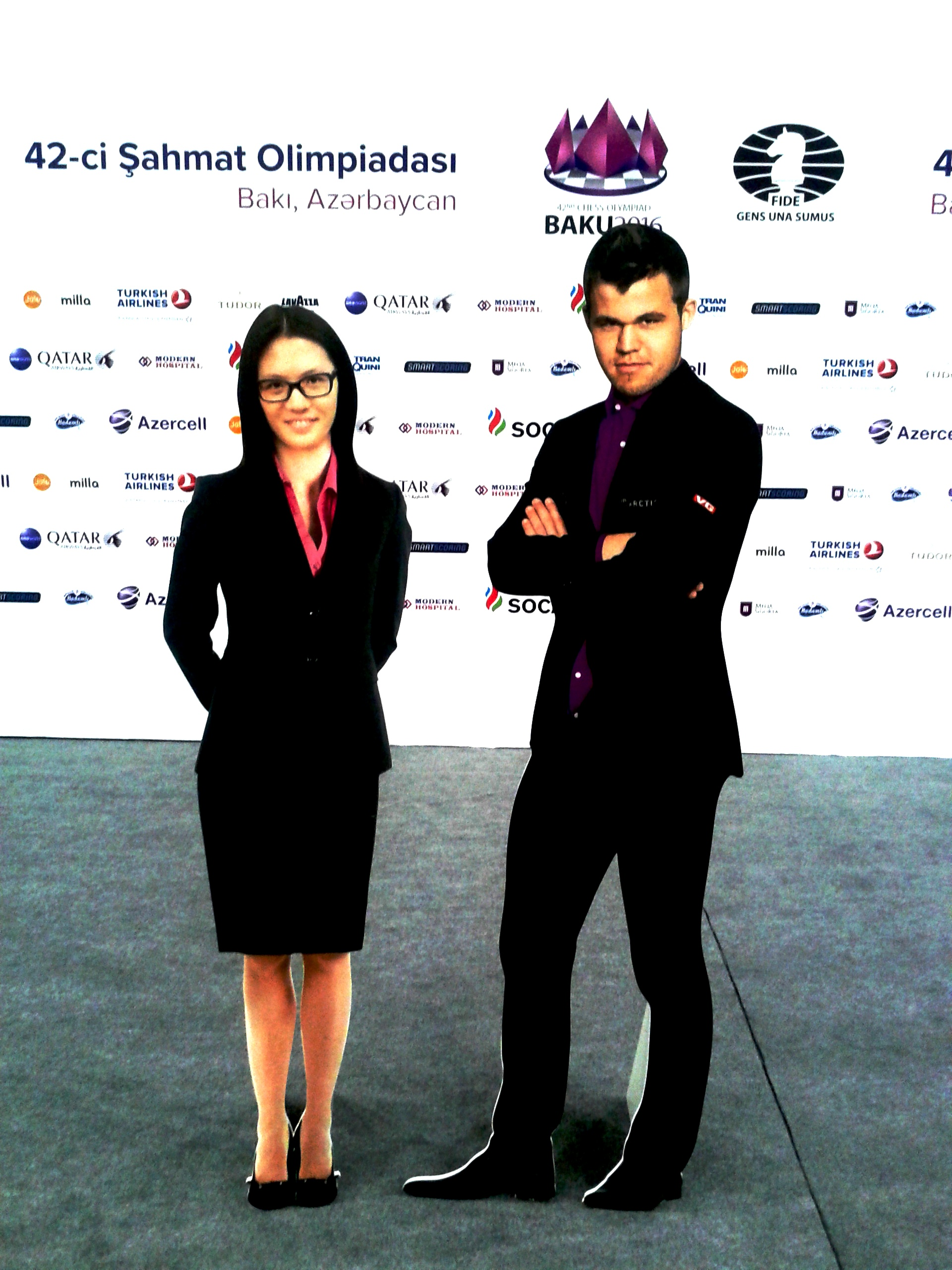
Magnus Carlsen et Hou Yifan à l'olympiade de Bakou.

L'Olympiade d'échecs de 2016, la 42e édition de la compétition, s'est tenue du 1er au 14 septembre 2016 à Bakou. Le tournoi par équipe mixte (tournoi « open ») a été remporté  par les États-Unis au départage devant l'Ukraine et la Russie. Le tournoi féminin a été remporté par la Chine devant la Pologne et l'Ukraine, la Russie arrivant en quatrième position.

## Règlement
La compétition voit s'opposer des équipes de 4 joueurs en 11 rondes, la cadence étant de 1 heure 30 minutes pour jouer 40 coups, puis 30 minutes pour le restant de la partie, le tout avec un incrément de 30 secondes par coup dès le premier coup. Spécificité de ces Olympiades, les joueurs ne peuvent pas proposer partie nulle par consentement mutuel avant le trentième coup.

## Tournoi open (mixte)
180 équipes .
L'Arménie ne fait pas le déplacement à Bakou, estimant que sa sécurité n'est pas assurée.

### Résultats du tournoi mixte
| Classement final | Classement final | Points | Matchs gagnés | Matchs nuls | Matchs perdus | Départage | Composition des équipes                                                     |
| ---------------- | ---------------- | ------ | ------------- | ----------- | ------------- | --------- | --------------------------------------------------------------------------- |
| 1er              | États-Unis       | 20     | 9             | 2           | 0             | 413,5     | F. Caruana, H. Nakamura, W. So, S. Shankland, R. Robson                     |
| 2e               | Ukraine          | 20     | 10            | 0           | 1             | 404,5     | P. Eljanov, R. Ponomariov, Y. Kryvoroutchko, A. Korobov, A. Volokitine      |
| 3e               | Russie           | 18     | 8             | 2           | 1             |           | S. Kariakine, V. Kramnik, E. Tomachevski, I. Nepomniachtchi, A. Grichtchouk |
| 4e               | Inde             | 16     | 7             | 2           | 2             | 350,5     | P. Harikrishna, B. Adhiban, Vidit S. G., S. P. Sethuraman, Karthikeyan M.   |
| 5e               | Norvège          | 16     | 7             | 2           | 2             | 344,5     | M. Carlsen, J. L. Hammer, A. Tari, F. Urkedal, N. Getz                      |
| 6e               | Turquie          | 16     | 7             | 2           | 2             | 341,5     | D. Šolak, A. Ipatov, M. Yilmaz, E. Can, B. Esen                             |
| 7e               | Pologne          | 16     | 7             | 2           | 2             | 331       | R. Wojtaszek, J. Duda, M. Bartel, K. Piorun, D. Świercz                     |
| 8e               | France           | 16     | 6             | 4           | 1             | 326,5     | M. Vachier-Lagrave, S. Mazé, R. Édouard, L. Fressinet, C. Bauer             |
| 9e               | Angleterre       | 16     | 7             | 2           | 2             | 323       | M. Adams, D. Howell, L. McShane, G. Jones, N. Short                         |
| 10e              | Pérou            | 16     | 7             | 2           | 2             | 306       | E. Córdova, J. Cori, D. Vera Siguenas, C. Cruz, F. Fernandez                |

### Médailles individuelles
| Échiquier | Médaille d'or     | Perf. Elo | Médaille d'argent  | Perf. Elo | Médaille de bronze  | Perf. Elo |
| 1         | Baadur Jobava     | 2 926     | Leinier Dominguez  | 2 839     | Fabiano Caruana     | 2 838     |
| 2         | Vladimir Kramnik  | 2 903     | Anton Kovalyov     | 2 852     | Jorge Cori          | 2 810     |
| 3         | Wesley So         | 2 898     | Zoltan Almasi      | 2 845     | Eugenio Torre       | 2 836     |
| 4         | Laurent Fressinet | 2 809     | Ian Nepomniachtchi | 2 804     | Aleksandar Indjić   | 2 786     |
| 5         | Andriï Volokitine | 2 992     | Sami Khader        | 2 932     | Alekseï Aleksandrov | 2 760     |

## Tournoi féminin
140 équipes.

### Classement féminin
| Classement final | Classement final | Points | Matchs gagnés | Matchs nuls | Matchs perdus | Composition des équipes                                                     |
| ---------------- | ---------------- | ------ | ------------- | ----------- | ------------- | --------------------------------------------------------------------------- |
| 1er              | Chine            | 20     | 9             | 2           | 0             | Hou Yifan, Ju Wenjun, Zhao Xue, Tan Zhongyi, Guo Qi                         |
| 2e               | Pologne          | 17     | 8             | 1           | 2             | M. Soćko, J. Zawadzka, K. Szczepkowska-Horowska, K. Kulon, M. Wozniak       |
| 3e               | Ukraine          | 17     | 7             | 3           | 1             | A. Mouzytchouk, M. Mouzytchouk, N. Joukova, A. Ushenina, I. Gaponenko       |
| 4e               | Russie           | 16     | 7             | 2           | 2             | A. Kosteniouk, V. Gounina, A. Goriatchkina, N. Pogonina, O. Guiria          |
| 5e               | Inde             | 16     | 6             | 4           | 1             | D. Harika, R. Padmini, T. Sachdev, S. Soumya, Bodda Pratyusha               |
| 6e               | États-Unis       | 16     | 7             | 2           | 2             | I. Krush, N. Paikidze, A. Zatonskih, K Nemcova, S. Foisor                   |
| 7e               | Viêt Nam         | 16     | 7             | 2           | 2             | Phạm L. T. N., Hoàng T. B. T., Nguyễn T. M. H., Nguyễn T. T. A.             |
| 8e               | Azerbaïdjan 1    | 16     | 7             | 2           | 2             | Z. Mamedyarova, G. Mammadzada, G. Mammadova, A. Hojjatova, N. Kazimova      |
| 9e               | Israël           | 16     | 7             | 2           | 2             | Y. Shvayger, M. Efroimski, M. Klinova, O. Gutmakher, M. Lahav               |
| 10e              | Géorgie          | 15     | 6             | 3           | 1             | N. Dzagnidzé, L. Javakhichvili, B. Khotenashvili, N. Batsiachvili, S. Melia |

### Médailles individuelles (femmes)
| Échiquier | Médaille d'or     | Perf. Elo | Médaille d'argent            | Perf. Elo | Médaille de bronze  | Perf. Elo |
| 1         | Anna Mouzytchouk  | 2 629     | Hou Yifan                    | 2 547     | Pia Cramling        | 2 537     |
| 2         | Valentina Gounina | 2 643     | Ju Wenjun                    | 2 501     | Deimantė Daulytė    | 2 481     |
| 3         | Gulnar Mammadova  | 2 559     | Karina Szczepkowska          | 2 547     | Nguyen Thi Mai Hung | 2 442     |
| 4         | Tan Zhongyi       | 2 565     | Nino Batsiachvili            | 2 533     | Klaudia Kulon       | 2 506     |
| 5         | Guo Qi            | 2 394     | Andreea-Cristiana Navrotescu | 2 285     | Anita Gara          | 2 277     |